# Блажевци (Теслић)
Блажевци  су насељено мјесто у општини Теслић, Република Српска, БиХ. Према попису становништва из 2013. у насељу је живио само 1 становник.

## Становништво
Према званичним пописима, Блажевци су раније имали сљедећи етнички састав становништва:
| Националност       | 2013.      | 1991.        | 1981.        | 1971.        |
| Хрвати             | 0          | 166 (87,37%) | 177 (89,39%) | 183 (87,98%) |
| Срби               | 1 (100,0%) | 16 (8,421%)  | 21 (10,61%)  | 24 (11,54%)  |
| Југословени        | 0          | 8 (4,211%)   | 0            | 0            |
| остали и непознато | 0          | 0            | 0            | 1 (0,481%)   |
| Укупно             | 1          | 190          | 198          | 208          |

| Демографија | Демографија | Демографија |
| Година      | Становника  | Становника  |
| ----------- | ----------- | ----------- |
| 1971.       | 208         |             |
| 1981.       | 198         |             |
| 1991.       | 190         |             |
| 2013.       | 1           |             |